# Perfume (鈴木雅之のアルバム)
『Perfume』（パフューム）は、鈴木雅之の6枚目のオリジナル・アルバム。

## 解説
ヒットシングル「恋人」を含む11曲入りのフルアルバム。M-8は翌月にM-10をカップリングにしてシングルカットされた。また、M-6は菊池桃子とのデュエットソングで、翌年に「違う、そうじゃない/渋谷で5時」として両A面シングル2曲目に"Romantic Single Version"、さらに1996年にはマキシシングル"1996 Chocolate mix"としてリカットされた。
本作を携えて全国ツアー「taste of MARTINI'93 "Love Perfume"」を行う。翌年2月には好評につき、全国16ヶ所18公演の追加公演を行った。
CD初盤は三方背BOX仕様。

## 収録曲
1. もう一度生まれ来るならば〜Reverse〜
  - 作曲：鈴木雅之／編曲：Suzie Katayama
2. 恋人
  - 作詞：西尾佐栄子／作曲：松尾清憲／編曲：松本晃彦
3. 真夜中に輝いて
  - 作詞：神沢礼江／作曲：安部恭弘／編曲：松本晃彦
4. きらいだよ
  - 作詞：安藤秀樹／作曲・編曲：中崎英也
5. びしょぬれBROKEN HEART
  - 作詞：大下きつま／作曲：安部恭弘／編曲：松本晃彦
6. 渋谷で5時
  - 作詞：朝水彼方／作曲：鈴木雅之／編曲：有賀啓雄
7. 嘆きのマリア
  - 作詞：西尾佐栄子／作曲・編曲：中崎英也
8. MIDNIGHT TRAVELER
  - 作詞：大下きつま／作曲：大沢誉志幸／編曲：有賀啓雄
9. LOVE MACHINE
  - 作詞：西尾佐栄子／作曲：松尾清憲／編曲：松本晃彦
10. 情熱のムーンライト
  - 作詞：安藤秀樹／作曲：鈴木雅之／編曲：松本晃彦
  - 「MIDNIGHT TRAVELER」のカップリング曲。
11. もう一度生まれ来るならば
  - 作詞・作曲：鈴木雅之／編曲：有賀啓雄